# Hormathia lacunifera
Hormathia lacunifera is een zeeanemonensoort uit de familie Hormathiidae.
Hormathia lacunifera is voor het eerst wetenschappelijk beschreven door Stephenson in 1918.